# Falamak Joneidi
Falamak Joneidi (en persan : فلامك جنيدی ), née en 1972 à Mashhad, est une actrice iranienne du cinéma et de la télévision.

## Carrière
Passionnée du cinéma dès son jeune âge, Falamak obtient son diplôme de la Faculté d'art dramatique de l’Université de Téhéran.
Elle commence sa carrière avec la série télévisée Jong-e 77 de Mehran Modiri. Ensuite, elle apparaît dans quelques autres séries télévisées de Modiri : Excusez-moi ! Qui êtes-vous ?, Jayezeye Bozorg, Sans commentaire, Shabhaye Barareh
.

## Filmographie
Séries télévisées
- De Mehran Modiri :
  - Jonge 77
  - Excusez-moi ! Qui êtes-vous ?
  - Jayezeye Bozorg
  - Sans Commentaire
  - Shabhaye Barareh
  - Mard-e Hezar Chehreh, 2008
  - Mard-e Do Hezar Chehreh, 2009
  - Ghahve-ye talkh , 2010

- De Soroush Sehhat :
  - Char Khooneh

Cinéma
- Pessareh Tehrooni (Un gars de Téhéran)

## Sources
- (en) Cet article est partiellement ou en totalité issu de l’article de Wikipédia en anglais intitulé « Falamak Joneidi » (voir la liste des auteurs).